# روني ليستر
روني ليستر (بالإنجليزية: Ronnie Lester)‏ مواليد 1959 في كانتون، هو لاعب كرة سلة أمريكي سابق. بدأ مسيرته الاحترافية في سنة 1980. تم اختياره من قبل فريق بورتلاند ترايل بلايزرز خلال الدرافت. حمل الرقم 12. يبلغ طوله 6 قدم 2 بوصة (1.9 م). حقق المركز الأول في دورة الألعاب الأمريكية 1979. اعتزل اللعب في 1986.

## الميداليات
| الميدالية | المسابقة                    |
| --------- | --------------------------- |
| ذهبية     | دورة الألعاب الأمريكية 1979 |

## روابط خارجية
- روني ليستر على موقع إن بي أي (الإنجليزية)
- روني ليستر على موقع سبورتس رفرنس (الإنجليزية)
- روني ليستر على موقع كلية كرة السلة في سبورتس رفرنس.كوم (الإنجليزية)
- روني ليستر على موقع ريلجم (الإنجليزية)
- روني ليستر على موقع بروبوليرز (الإنجليزية)
- روني ليستر على موقع قاعة آيوا للمشاهير الرياضية (الإنجليزية)